# Guislaine Westelynck
Guislaine Westelynck (née Le Seach), est une nageuse, entraîneuse internationale et dirigeante sportive française née le 24 mai 1959.
Médaillée aux Jeux paralympiques de 1988 à Séoul sur 100 m, elle entraîne l’équipe de France féminine de natation handisport de 1991 à 2010. Elle est présidente de la Fédération française handisport (FFH) et vice-présidente du Comité paralympique et sportif français (CPSF).

## Biographie
Guislaine Westelynck naît le 24 mai 1959. Elle découvre à l'âge de neuf ans qu'elle souffre d’une maladie apparentée à l’ostéogénèse. Elle est contrainte de rester dans un centre de rééducation et découvre la natation.
Elle est médaillée d'argent sur 100 m et de bronze au relais 4 x 100 m 4 nages (papillon) aux Jeux paralympiques de 1988 à Séoul. Elle entraîne ensuite l’équipe de France féminine de natation handisport de 1991 à 2010,.
En 2018, alors trésorière générale de la Fédération française handisport, elle en devient présidente par intérim à la suite de la démission de Frédéric Delpy pour raison de santé.
Le 4 octobre 2020 à la Chapelle-sur-Erdre, elle est réélue et confirmée à la tête de la Fédération pour un nouveau mandat jusqu’en 2024. Sa candidature recueille 83,4% des voix de l’assemblée générale et elle devient la première femme présidente de la FFH, qui compte 35 000 licenciés,.
En amont des Jeux Olympiques et Paralympiques d'été 2024, elle insiste sur l'importance de « l’héritage que nous en tirerons pour le développement du sport dans nos clubs et un accès plus facile au sport pour toutes les personnes handicapées. », tout en pointant des objectifs spécifiques concernant l’accessibilité dans les transports et les infrastructures,.
Elle a également présidé le Comité départemental handisport des Bouches du Rhône.
Guislaine Westelynck publie en 2024 aux éditions du Courrier du livre son parcours de résilience et de victoires,.
Elle n'est pas candidate à sa succession en 2024.

## Publication
- Guislaine Westelynck et Roselyne Madelénat, J'ai surmonté mon handicap comme un poisson en haute mer, le Courrier du livre, 2024 (ISBN 978-2-7029-2864-6)